# Saison 1984-1985 du Football Club de Grenoble rugby
Cette page présente la saison 1984-1985 du Football club de Grenoble rugby.
Le FC Grenoble est renforcé par le jeune Frédéric Vélo qui jouera 14 ans en équipe première.
Alors qu’il avait disputé la veille un match avec les espoirs français réunis à Soustons, l’ailier de France B Pascal Belin décède dans la voiture qui le ramène à Grenoble, endormi à côté du conducteur.
Le club est éliminé (défaite 27-16 à l’aller et nul au retour 9-9) par Agen en huitièmes de finale du championnat mais dispute les demi-finales de la coupe de France.

## Les matchs de la saison
Grenoble termine cinquième de sa poule avec 7 victoires, 4 nuls et 7 défaites 

### À domicile
- Grenoble-Montferrand 9-9
- Grenoble-Bayonne 12-3
- Grenoble-Pau 9-6
- Grenoble-Lourdes 9-12
- Grenoble-Brive 12-6
- Grenoble-Bagnieres 18-10
- Grenoble-Angouleme 27-12
- Grenoble-La Voulte 6-6
- Grenoble-Le Creusot 16-9

### À l’extérieur
- Montferrand-Grenoble 21-6
- Bayonne-Grenoble 12-9
- Pau-Grenoble 27-14
- Lourdes-Grenoble 24-19
- Brive-Grenoble 3-3
- Bagnieres-Grenoble 12-9
- Augouleme-Grenoble 9-24
- La Voulte-Grenoble 21-6
- La Creusot-Grenoble 6-6

## Classement des 4 poules de 10
Les équipes sont listées dans leur ordre de classement à l'issue de la phase qualificative. Les noms en gras indiquent les équipes qui sont qualifiées directement pour les 8e de finale.
| 1. Stade toulousain 2. AS Béziers 3. US Montauban 4. Stadoceste tarbais 5. Tyrosse RCS 6. Stade aurillacois 7. RC Narbonne 8. US Carcassonne 9. Racing club de France 10. Avenir aturin | 1. SU Agen 2. Biarritz olympique 3. US Dax 4. RC Hyères 5. FC Oloron 6. Boucau stade 7. CA Bègles-Bordeaux 8. US Romans 9. Valence sportif 10. Stade rochelais |
| 1. FC Lourdes 2. AS Montferrand 3. CA Brive 4. Aviron bayonnais 5. FC Grenoble 6. La Voulte sportif 7. Section paloise 8. Club olympique Creusotin 9. Stade bagnérais 10. SC Angoulême  | 1. RRC Nice 2. RC Toulon 3. SC Graulhet 4. USA Perpignan 5. CS Bourgoin-Jallieu 6. Stade montois 7. Castres olympique 8. RC Nîmes 9. SC Tulle 10. SC Albi      |

## Matchs de barrage (seizièmes de finale)
Les équipes dont le nom est en caractères gras sont qualifiées pour les huitièmes de finale. 
| Équipe 1            | Équipe 2           | Résultat |
| ------------------- | ------------------ | -------- |
| Aviron bayonnais    | FC Oloron          | 15-10    |
| SC Graulhet         | Stade montois      | 12-18    |
| CA Brive            | Boucau stade       | 17-9     |
| FC Grenoble         | USA Perpignan      | 22-13    |
| Stade aurillacois   | US Montauban       | 21-17    |
| CS Bourgoin-Jallieu | Stadoceste tarbais | 19-9     |
| Tyrosse RCS         | US Dax             | 3-0      |
| La Voulte sportif   | RC Hyères          | 14-9     |

## Huitièmes de finale
Les équipes dont le nom est en caractères gras sont qualifiées pour les quarts de finale. Tous les barragistes sont éliminés.
| Équipe 1           | Équipe 2            | Match aller | Match retour |
| ------------------ | ------------------- | ----------- | ------------ |
| Stade toulousain   | Aviron bayonnais    | 15-9        | 10-3         |
| AS Béziers         | Stade montois       | 35-19       | 9-6          |
| AS Montferrand     | CA Brive            | 28-31       | 23-6         |
| SU Agen            | FC Grenoble         | 27-16       | 9-9          |
| RC Toulon          | Stade aurillacois   | 21-6        | 32-15        |
| RRC Nice           | CS Bourgoin-Jallieu | 6-9         | 28-15        |
| FC Lourdes         | Tyrosse RCS         | 6-12        | 22-6         |
| Biarritz olympique | La Voulte sportif   | 3-10        | 29-12        |

## Quarts de finale
Les équipes dont le nom est en caractères gras sont qualifiées pour les demi-finales.
| Équipe 1         | Équipe 2           | Résultat |
| ---------------- | ------------------ | -------- |
| Stade toulousain | AS Béziers         | 21-0     |
| AS Montferrand   | SU Agen            | 13-12    |
| RC Toulon        | RRC Nice           | 19-9     |
| FC Lourdes       | Biarritz olympique | 13-9     |

## Demi-finales
| Équipe 1         | Équipe 2       | Résultat |
| ---------------- | -------------- | -------- |
| Stade toulousain | AS Montferrand | 17-6     |
| RC Toulon        | FC Lourdes     | 6-3      |

## Finale
| Équipes | Stade toulousain - RC Toulon |
| Score   | 36-22 après prolongations (3-12 à la mi-temps, 19-19 à la fin du temps réglementaire, 30-19 à la fin de la première prolongation) |
| Date    | 25 mai 1985 |
| Stade   | Parc des Princes |
| Arbitre | Yves Bressy |

## Challenge Yves Du Manoir
En challenge Yves du Manoir, Grenoble est éliminé en huitième de finale 35-16 (11-12) par le Stade toulousain.

### À domicile
- Grenoble-Nice 9-15
- Grenoble-Toulon 31-7
- Grenoble-Béziers 17-6

### À l’extérieur
- Romans-Grenoble 30-4
- Montferrand-Grenoble 12-12

### Tableau final
|  | Huitièmes de finale    | Huitièmes de finale    | Huitièmes de finale     | Huitièmes de finale    |                  |                  | Quarts de finale       | Quarts de finale       | Quarts de finale       | Quarts de finale       |  |  | Demi-finales            | Demi-finales            | Demi-finales            | Demi-finales            |  |  | Finale                                  | Finale                                  | Finale                                  | Finale                                  |
|  |                        |                        |                         |                        |                  |                  |                        |                        |                        |                        |  |  |                         |                         |                         |                         |  |  |                                         |                                         |                                         |                                         |
|  | 3 mars 1985, Perpignan | 3 mars 1985, Perpignan | 3 mars 1985, Perpignan  | 3 mars 1985, Perpignan |                  |                  | 24 mars 1985, Graulhet | 24 mars 1985, Graulhet | 24 mars 1985, Graulhet | 24 mars 1985, Graulhet |  |  | 19 avril 1985, Narbonne | 19 avril 1985, Narbonne | 19 avril 1985, Narbonne | 19 avril 1985, Narbonne |  |  | 1 mai 1985, Stadium municipal, Toulouse | 1 mai 1985, Stadium municipal, Toulouse | 1 mai 1985, Stadium municipal, Toulouse | 1 mai 1985, Stadium municipal, Toulouse |
|  | RRC Nice               | RRC Nice               | 26                      | 26                     |                  |                  | 24 mars 1985, Graulhet | 24 mars 1985, Graulhet | 24 mars 1985, Graulhet | 24 mars 1985, Graulhet |  |  | 19 avril 1985, Narbonne | 19 avril 1985, Narbonne | 19 avril 1985, Narbonne | 19 avril 1985, Narbonne |  |  | 1 mai 1985, Stadium municipal, Toulouse | 1 mai 1985, Stadium municipal, Toulouse | 1 mai 1985, Stadium municipal, Toulouse | 1 mai 1985, Stadium municipal, Toulouse |
|  | RRC Nice               | RRC Nice               | 26                      | 26                     |                  |                  | 24 mars 1985, Graulhet | 24 mars 1985, Graulhet | 24 mars 1985, Graulhet | 24 mars 1985, Graulhet |  |  | 19 avril 1985, Narbonne | 19 avril 1985, Narbonne | 19 avril 1985, Narbonne | 19 avril 1985, Narbonne |  |  | 1 mai 1985, Stadium municipal, Toulouse | 1 mai 1985, Stadium municipal, Toulouse | 1 mai 1985, Stadium municipal, Toulouse | 1 mai 1985, Stadium municipal, Toulouse |
|  | SU Agen                | SU Agen                | 3                       | 3                      |                  |                  | 24 mars 1985, Graulhet | 24 mars 1985, Graulhet | 24 mars 1985, Graulhet | 24 mars 1985, Graulhet |  |  | 19 avril 1985, Narbonne | 19 avril 1985, Narbonne | 19 avril 1985, Narbonne | 19 avril 1985, Narbonne |  |  | 1 mai 1985, Stadium municipal, Toulouse | 1 mai 1985, Stadium municipal, Toulouse | 1 mai 1985, Stadium municipal, Toulouse | 1 mai 1985, Stadium municipal, Toulouse |
|  | SU Agen                | SU Agen                | 3                       | 3                      | RRC Nice         | RRC Nice         | 15                     | 15                     |                        |                        |  |  | 19 avril 1985, Narbonne | 19 avril 1985, Narbonne | 19 avril 1985, Narbonne | 19 avril 1985, Narbonne |  |  | 1 mai 1985, Stadium municipal, Toulouse | 1 mai 1985, Stadium municipal, Toulouse | 1 mai 1985, Stadium municipal, Toulouse | 1 mai 1985, Stadium municipal, Toulouse |
|  | 10 mars 1985, Tarbes   |                        |                         |                        | RRC Nice         | RRC Nice         | 15                     | 15                     |                        |                        |  |  | 19 avril 1985, Narbonne | 19 avril 1985, Narbonne | 19 avril 1985, Narbonne | 19 avril 1985, Narbonne |  |  | 1 mai 1985, Stadium municipal, Toulouse | 1 mai 1985, Stadium municipal, Toulouse | 1 mai 1985, Stadium municipal, Toulouse | 1 mai 1985, Stadium municipal, Toulouse |
|  |                        |                        | Aviron bayonnais        | Aviron bayonnais       | 10               | 10               |                        |                        |                        |                        |  |  | 19 avril 1985, Narbonne | 19 avril 1985, Narbonne | 19 avril 1985, Narbonne | 19 avril 1985, Narbonne |  |  | 1 mai 1985, Stadium municipal, Toulouse | 1 mai 1985, Stadium municipal, Toulouse | 1 mai 1985, Stadium municipal, Toulouse | 1 mai 1985, Stadium municipal, Toulouse |
|  | Aviron bayonnais       | Aviron bayonnais       | Aviron bayonnais        | Aviron bayonnais       | 10               | 10               | 10                     | 10                     |                        |                        |  |  | 19 avril 1985, Narbonne | 19 avril 1985, Narbonne | 19 avril 1985, Narbonne | 19 avril 1985, Narbonne |  |  | 1 mai 1985, Stadium municipal, Toulouse | 1 mai 1985, Stadium municipal, Toulouse | 1 mai 1985, Stadium municipal, Toulouse | 1 mai 1985, Stadium municipal, Toulouse |
|  | Aviron bayonnais       | Aviron bayonnais       | 31 mars 1985, Narbonne  |                        |                  |                  | 10                     | 10                     |                        |                        |  |  | 19 avril 1985, Narbonne | 19 avril 1985, Narbonne | 19 avril 1985, Narbonne | 19 avril 1985, Narbonne |  |  | 1 mai 1985, Stadium municipal, Toulouse | 1 mai 1985, Stadium municipal, Toulouse | 1 mai 1985, Stadium municipal, Toulouse | 1 mai 1985, Stadium municipal, Toulouse |
|  | Stade aurillacois      | Stade aurillacois      | 10                      | 10                     |                  |                  |                        |                        |                        |                        |  |  | 19 avril 1985, Narbonne | 19 avril 1985, Narbonne | 19 avril 1985, Narbonne | 19 avril 1985, Narbonne |  |  | 1 mai 1985, Stadium municipal, Toulouse | 1 mai 1985, Stadium municipal, Toulouse | 1 mai 1985, Stadium municipal, Toulouse | 1 mai 1985, Stadium municipal, Toulouse |
|  | Stade aurillacois      | Stade aurillacois      | 10                      | 10                     | RRC Nice         | RRC Nice         | 18                     | 18                     |                        |                        |  |  |                         |                         |                         |                         |  |  | 1 mai 1985, Stadium municipal, Toulouse | 1 mai 1985, Stadium municipal, Toulouse | 1 mai 1985, Stadium municipal, Toulouse | 1 mai 1985, Stadium municipal, Toulouse |
|  | 6 mars 1985, Béziers   |                        |                         |                        | RRC Nice         | RRC Nice         | 18                     | 18                     |                        |                        |  |  |                         |                         |                         |                         |  |  | 1 mai 1985, Stadium municipal, Toulouse | 1 mai 1985, Stadium municipal, Toulouse | 1 mai 1985, Stadium municipal, Toulouse | 1 mai 1985, Stadium municipal, Toulouse |
|  |                        |                        | Stade toulousain        | Stade toulousain       | 9                | 9                |                        |                        |                        |                        |  |  |                         |                         |                         |                         |  |  | 1 mai 1985, Stadium municipal, Toulouse | 1 mai 1985, Stadium municipal, Toulouse | 1 mai 1985, Stadium municipal, Toulouse | 1 mai 1985, Stadium municipal, Toulouse |
|  | Stade toulousain       | Stade toulousain       | Stade toulousain        | Stade toulousain       | 9                | 9                | 35                     | 35                     |                        |                        |  |  |                         |                         |                         |                         |  |  | 1 mai 1985, Stadium municipal, Toulouse | 1 mai 1985, Stadium municipal, Toulouse | 1 mai 1985, Stadium municipal, Toulouse | 1 mai 1985, Stadium municipal, Toulouse |
|  | Stade toulousain       | Stade toulousain       | 19 avril 1985, Brive    |                        |                  |                  | 35                     | 35                     |                        |                        |  |  |                         |                         |                         |                         |  |  | 1 mai 1985, Stadium municipal, Toulouse | 1 mai 1985, Stadium municipal, Toulouse | 1 mai 1985, Stadium municipal, Toulouse | 1 mai 1985, Stadium municipal, Toulouse |
|  | FC Grenoble            | FC Grenoble            | 16                      | 16                     |                  |                  |                        |                        |                        |                        |  |  |                         |                         |                         |                         |  |  | 1 mai 1985, Stadium municipal, Toulouse | 1 mai 1985, Stadium municipal, Toulouse | 1 mai 1985, Stadium municipal, Toulouse | 1 mai 1985, Stadium municipal, Toulouse |
|  | FC Grenoble            | FC Grenoble            | 16                      | 16                     | Stade toulousain | Stade toulousain | 23                     | 23                     |                        |                        |  |  |                         |                         |                         |                         |  |  | 1 mai 1985, Stadium municipal, Toulouse | 1 mai 1985, Stadium municipal, Toulouse | 1 mai 1985, Stadium municipal, Toulouse | 1 mai 1985, Stadium municipal, Toulouse |
|  | 7 mars 1985, Toulouse  |                        |                         |                        | Stade toulousain | Stade toulousain | 23                     | 23                     |                        |                        |  |  |                         |                         |                         |                         |  |  | 1 mai 1985, Stadium municipal, Toulouse | 1 mai 1985, Stadium municipal, Toulouse | 1 mai 1985, Stadium municipal, Toulouse | 1 mai 1985, Stadium municipal, Toulouse |
|  |                        |                        | AS Béziers              | AS Béziers             | 15               | 15               |                        |                        |                        |                        |  |  |                         |                         |                         |                         |  |  | 1 mai 1985, Stadium municipal, Toulouse | 1 mai 1985, Stadium municipal, Toulouse | 1 mai 1985, Stadium municipal, Toulouse | 1 mai 1985, Stadium municipal, Toulouse |
|  | AS Béziers             | AS Béziers             | AS Béziers              | AS Béziers             | 15               | 15               | 8                      | 8                      |                        |                        |  |  |                         |                         |                         |                         |  |  | 1 mai 1985, Stadium municipal, Toulouse | 1 mai 1985, Stadium municipal, Toulouse | 1 mai 1985, Stadium municipal, Toulouse | 1 mai 1985, Stadium municipal, Toulouse |
|  | AS Béziers             | AS Béziers             | 24 mars 1985, Aurillac  |                        |                  |                  | 8                      | 8                      |                        |                        |  |  |                         |                         |                         |                         |  |  | 1 mai 1985, Stadium municipal, Toulouse | 1 mai 1985, Stadium municipal, Toulouse | 1 mai 1985, Stadium municipal, Toulouse | 1 mai 1985, Stadium municipal, Toulouse |
|  | US Montauban           | US Montauban           | 6                       | 6                      |                  |                  |                        |                        |                        |                        |  |  |                         |                         |                         |                         |  |  | 1 mai 1985, Stadium municipal, Toulouse | 1 mai 1985, Stadium municipal, Toulouse | 1 mai 1985, Stadium municipal, Toulouse | 1 mai 1985, Stadium municipal, Toulouse |
|  | US Montauban           | US Montauban           | 6                       | 6                      | RRC Nice         | RRC Nice         | 21                     | 21                     |                        |                        |  |  |                         |                         |                         |                         |  |  |                                         |                                         |                                         |                                         |
|  | 10 mars 1985, Romans   |                        |                         |                        | RRC Nice         | RRC Nice         | 21                     | 21                     |                        |                        |  |  |                         |                         |                         |                         |  |  |                                         |                                         |                                         |                                         |
|  |                        |                        | AS Montferrand          | AS Montferrand         | 16               | 16               |                        |                        |                        |                        |  |  |                         |                         |                         |                         |  |  |                                         |                                         |                                         |                                         |
|  | AS Montferrand         | AS Montferrand         | AS Montferrand          | AS Montferrand         | 16               | 16               | 15                     | 15                     |                        |                        |  |  |                         |                         |                         |                         |  |  |                                         |                                         |                                         |                                         |
|  | AS Montferrand         | AS Montferrand         |                         |                        |                  |                  |                        | 15                     |                        |                        |  |  |                         |                         |                         |                         |  |  |                                         |                                         |                                         |                                         |
|  | USA Perpignan          | USA Perpignan          | 6                       | 6                      |                  |                  |                        |                        |                        |                        |  |  |                         |                         |                         |                         |  |  |                                         |                                         |                                         |                                         |
|  | USA Perpignan          | USA Perpignan          | 6                       | 6                      | AS Montferrand   | AS Montferrand   | 16                     | 16                     |                        |                        |  |  |                         |                         |                         |                         |  |  |                                         |                                         |                                         |                                         |
|  | 2 mars 1985, Biarritz  |                        |                         |                        | AS Montferrand   | AS Montferrand   | 16                     | 16                     |                        |                        |  |  |                         |                         |                         |                         |  |  |                                         |                                         |                                         |                                         |
|  |                        |                        | US Dax                  | US Dax                 | 12               | 12               |                        |                        |                        |                        |  |  |                         |                         |                         |                         |  |  |                                         |                                         |                                         |                                         |
|  | US Dax                 | US Dax                 | US Dax                  | US Dax                 | 12               | 12               | 16                     | 16                     |                        |                        |  |  |                         |                         |                         |                         |  |  |                                         |                                         |                                         |                                         |
|  | US Dax                 | US Dax                 | 31 mars 1985, Montauban |                        |                  |                  | 16                     | 16                     |                        |                        |  |  |                         |                         |                         |                         |  |  |                                         |                                         |                                         |                                         |
|  | Stade montois          | Stade montois          | 3                       | 3                      |                  |                  |                        |                        |                        |                        |  |  |                         |                         |                         |                         |  |  |                                         |                                         |                                         |                                         |
|  | Stade montois          | Stade montois          | 3                       | 3                      | AS Montferrand   | AS Montferrand   | 20                     | 20                     |                        |                        |  |  |                         |                         |                         |                         |  |  |                                         |                                         |                                         |                                         |
|  | 3 mars 1985, Dax       |                        |                         |                        | AS Montferrand   | AS Montferrand   | 20                     | 20                     |                        |                        |  |  |                         |                         |                         |                         |  |  |                                         |                                         |                                         |                                         |
|  |                        |                        | FC Lourdes              | FC Lourdes             | 12               | 12               |                        |                        |                        |                        |  |  |                         |                         |                         |                         |  |  |                                         |                                         |                                         |                                         |
|  | FC Lourdes             | FC Lourdes             | FC Lourdes              | FC Lourdes             | 12               | 12               | 21                     | 21                     |                        |                        |  |  |                         |                         |                         |                         |  |  |                                         |                                         |                                         |                                         |
|  | FC Lourdes             | FC Lourdes             |                         |                        |                  |                  |                        | 21                     |                        |                        |  |  |                         |                         |                         |                         |  |  |                                         |                                         |                                         |                                         |
|  | CA Bègles              | CA Bègles              | 12                      | 12                     |                  |                  |                        |                        |                        |                        |  |  |                         |                         |                         |                         |  |  |                                         |                                         |                                         |                                         |
|  | CA Bègles              | CA Bègles              | 12                      | 12                     | FC Lourdes       | FC Lourdes       | 22                     | 22                     |                        |                        |  |  |                         |                         |                         |                         |  |  |                                         |                                         |                                         |                                         |
|  | 2 mars 1985, Agen      |                        |                         |                        | FC Lourdes       | FC Lourdes       | 22                     | 22                     |                        |                        |  |  |                         |                         |                         |                         |  |  |                                         |                                         |                                         |                                         |
|  |                        |                        | RC Narbonne             | RC Narbonne            | 6                | 6                |                        |                        |                        |                        |  |  |                         |                         |                         |                         |  |  |                                         |                                         |                                         |                                         |
|  | RC Narbonne            | RC Narbonne            | RC Narbonne             | RC Narbonne            | 6                | 6                | 8                      | 8                      |                        |                        |  |  |                         |                         |                         |                         |  |  |                                         |                                         |                                         |                                         |
|  | RC Narbonne            | RC Narbonne            |                         |                        |                  |                  |                        | 8                      |                        |                        |  |  |                         |                         |                         |                         |  |  |                                         |                                         |                                         |                                         |
|  | Section paloise        | Section paloise        | 4                       | 4                      |                  |                  |                        |                        |                        |                        |  |  |                         |                         |                         |                         |  |  |                                         |                                         |                                         |                                         |
|  | Section paloise        | Section paloise        | 4                       | 4                      |                  |                  |                        |                        |                        |                        |  |  |                         |                         |                         |                         |  |  |                                         |                                         |                                         |                                         |
|  |                        |                        |                         |                        |                  |                  |                        |                        |                        |                        |  |  |                         |                         |                         |                         |  |  |                                         |                                         |                                         |                                         |

## Coupe de France
En coupe de France, Grenoble est éliminé en demi-finale par Narbonne 42-22, futur vainqueur de la compétition.
- 32e de finale : Nîmes-Grenoble (à Nîmes) 18-26
- Seizième de finale : Montferrand-Grenoble (à Bourgoin) 7-8
- Huitième de finale : Grenoble-Béziers (à Toulon) 15-3
- Quart de finale : Grenoble-Carcasonne (à Valence) 30-12
- Demi-finale : Narbonne-Grenoble (à Clermont) 42-22

## Entraîneur
L'équipe professionnelle est encadrée par
| Nom          | Poste      | Nationalité |
| ------------ | ---------- | ----------- |
| Jean Liénard | Entraîneur | France      |
| André Rimet  | Adjoint    | France      |

| Nom                   | Poste                  | Naissance        | Nationalité |
| --------------------- | ---------------------- | ---------------- | ----------- |
| Jean-Claude Alexandre | Pilier                 | 19 juin 1958     | France      |
| Yves Menetrier        | Pilier                 | 28 octobre 1965  | France      |
| Michel Perrin         | Pilier                 | 21 mai 1955      | France      |
| Jean-Marc Romand      | Pilier                 | 27 mars 1957     | France      |
| Éric Ferruit          | Talonneur              | 10 juillet 1962  | France      |
| José Ibanez           | Talonneur              | 7 mars 1950      | France      |
| Jacques Insardi       | Talonneur              | 4 août 1959      | France      |
| Beaume                | Deuxième ligne         |                  | France      |
| Alain Lorieux         | Deuxième ligne         | 26 mars 1956     | France      |
| Willy Pepelnjak       | Deuxième ligne         | 21 mai 1961      | France      |
| Frédéric Boutin       | Troisième ligne aile   | 22 juillet 1962  | France      |
| Jean de la Vaissière  | Troisième ligne aile   | 25 août 1956     | France      |
| Christophe Monteil    | Troisième ligne aile   | 31 décembre 1961 | France      |
| Robert Pettoello      | Troisième ligne aile   | 15 août 1960     | France      |
| Freddy Pepelnjak      | Troisième ligne centre | 16 juin 1957     | France      |
| Dominique Mazille     | Demi de mêlée          | 10 décembre 1961 | France      |
| Alain Thomas          | Demi de mêlée          | 19 mai 1957      | France      |
| Gilles Claret         | Demi d'ouverture       | 29 mars 1961     | France      |
| Max Gourju            | Demi d'ouverture       |                  | France      |
| Frédéric Vélo         | Demi d'ouverture       | 4 janvier 1966   | France      |
| Gilles Delaigue       | Centre                 | 23 novembre 1949 | France      |
| Valère Gagnor         | Centre                 | 10 mai 1960      | France      |
| Alain Gély            | Centre                 | 25 janvier 1963  | France      |
| Patrick Mesny         | Centre                 | 18 août 1954     | France      |
| Philippe Meunier      | Ailier                 | 19 juin 1963     | France      |
| Thierry Perrin        | Ailier                 | 17 octobre 1956  | France      |
| Claude Prompt         | Ailier                 | 13 novembre 1964 | France      |
| Régis Tabarini        | Ailier                 | 16 août 1962     | France      |
| Denis Salinas         | Arrière                |                  | France      |
| Tardy                 | Arrière                |                  | France      |

### Équipe-Type
1. Jean-Claude Alexandre 2. Éric Ferruit 3. Jean-Marc Romand 

4. Willy Pepelnjak  5. Alain Lorieux 

6. Frédéric Boutin 8. Freddy Pepelnjak 7. Christophe Monteil 

9. Dominique Mazille 10. Gilles Claret ou Frédéric Vélo 

11. Thierry Perrin 12. Patrick Mesny 13. Gilles Delaigue 14. Valère Gagnor ou Philippe Meunier 

15. Alain Gély ou Régis Tabarini 